# 28174 Harue
28174 Harue è un asteroide della fascia principale. Scoperto nel 1998, presenta un'orbita caratterizzata da un semiasse maggiore pari a 2,6907041 UA e da un'eccentricità di 0,1766294, inclinata di 13,49761° rispetto all'eclittica.